# Шахджи
Шахджи (Шахаджи) Бхонсле (маратхи शहाजीराजे भोसले; ок. 1594 — 1664) — индийский военный и политический лидер из клана Бхонсле, служивший в разное время султанату Ахмеднагар, султанату Биджапур и Империи Великих Моголов. Будучи членом клана Бхонсле, Шахджи унаследовал джагиры (феоды) Пуну и Супе от своего отца Малоджи, который служил ахмеднагарскому султану. Во время вторжения Великих Моголов в Декан Шахджи присоединился к силам Великих Моголов и некоторое время служил императору Шах-Джахану. Лишившись своих джагиров, он перешел на сторону султаната Биджапур в 1632 году и восстановил контроль над Пуной и Супе. В 1638 году он также получил джагир Бангалор, после вторжения Биджапура на территории Кемпе Гоуды III. В конце концов он стал главным генералом Биджапура и наблюдал за его расширением.
Один из первых представителей партизанской войны, он принес дому Бхонсле известность. Он был отцом Шиваджи, основателя Маратхской империи. Княжества Танджор, Колхапур и Сатара управлялись потомками Шахджи.

## Ранняя жизнь
Шахаджи был сыном Малоджи Бхонсле (1552—1622), солдата, который в конечном итоге стал Сар Гирохом и был награжден независимым джагиром округов Пуна и Супе при дворе Низам-шахов Ахмаднагара.
Малоджи долгое время был бездетным. С благословения суфийского мусульманского пира по имени Шах Шариф у него родились два сына. Малоджи назвал своих сыновей Шахаджи и Шарифджи в честь пира. Шахджи женился на Джиджабай (1598—1674), дочери Лакхуджи Джадхава (ум. 1629), другого маратхского генерала на службе Низам-шаха Ахмаднагара, когда оба они были детьми.

## Ранняя карьера
Как и его отец Малоджи, Шахджи служил в армии Малика Амбара, первого министра Ахмаднагарского султана. На момент смерти Малоджи в 1622 году 26-летний Шахаджи был второстепенным командиром в армии Малика Амбара . К 1625 году он занимал высокий военный пост Сар Лашкар, как следует из письма, отправленного из Пуны 28 июля.
Ахмаднагарский султанат был вовлечен в конфликты против северной Империи Великих Моголов и других султанатов Декана, и Шахджи постоянно менял свою лояльность между этими государствами. Например, незадолго до битвы при Бхатвади (1624) Шахджи и некоторые другие лидеры маратхов перешли на сторону Великих Моголов, но незадолго до битвы вернулись в Ахмаднагар. Армия Малика Амбара разгромила объединенную армию Великих Моголов и Биджапура в битве. Впоследствии между Шахджи и его двоюродным братом Хелоджи Бхонсле произошла ссора, и в 1625 году Шахджи перешел на сторону султана Биджапура. Вероятно, потому, что он был недоволен тем, что ахмаднагарский султан награждал своих родственников больше, чем его. Он сохранил свой джагир в регионе Пуна, который оспаривался между Ахмаднагаром и Биджапуром. Письмо от 10 января 1626 года указывает, что он все еще занимал должность Сар Лашкара.
Покровитель Шахджи в Биджапуре — Ибрагим Адиль Шах II (1580—1627) — скончался в сентябре 1627 года. Ибрагим Адил-шах II, мусульманин, был терпим к индусам, таким как Шахджи, и видел Ахмаднагар в качестве буферного государства между своим султанатом и империей Великих Моголов. После его смерти в Биджапуре усилилась ортодоксальная мусульманская фракция, выступавшая за союз с Великими Моголами против Ахмаднагарского султаната . В этих условиях Шахджи вернулся в Ахмаднагар в начале 1628 года под покровительством сына Малика Амбара Фатх-хана. После смерти Малика Амбара в 1626 году власть Ахмаднагара пошла на убыль, но Шахджи занимал там более высокое положение, чем в Биджапуре. Тем временем недавно коронованный император Великих Моголов Шах-Джахан начал новую кампанию против Ахмаднагарского султаната В 1629 году Шахджи возглавил 6-тысянчую кавалерию против Моголов в регионе Хандеш, но потерпел поражение.
В 1630 году родственники и покровители Шахджи были убиты в результате фракционной политики при дворе Ахмаднагара . Поэтому Шахджи перешел на сторону Великих Моголов с кавалерией численностью 2000 человек . Моголы послали его занять Джуннар и Сангамнер и дали эти районы ему в качестве джагира.

## Война против Моголов
В 1632 году сын Малика Амбара Фатх-хан посадил марионеточного правителя на трона Ахмаднагара и вступил в союз с Моголами. В награду император Великих Моголов Шах-Джахан даровал ему джагир, который ранее был отведен Шахджи . Затем Шахджи оставил службу Великих Моголов и начал грабить регион вокруг Пуны. Когда Моголы послали против него армию, он укрылся у губернатора Джуннара, а впоследствии вернулся на службу в Биджапур.
С 1630 по 1632 год Северная Махараштра страдала от сильного голода, называемого голодом Махадурги. Биджапур послал армию, чтобы помочь Ахмаднагару против Великих Моголов, которые осадили форт Даулатабад. Моголы вышли победителями и захватили Даултабад, столицу Ахмаднагарского султаната. Шахджи отступил и взял под свой контроль район в южной части Ахмаднгарского султаната. Эта область включала земли в треугольнике, образованном городами Нашик, Пуна и Ахмаднагар. В отличие от Южной Махараштры, которая непосредственно управлялась правительством Биджапура, этот регион был политически нестабильным из-за постоянных войн между Ахмаднагаром, Биджапуром и Моголами. Политический контроль над этим регионом менялся по крайней мере десять раз с 1600 по 1635 год, а правительственная инфраструктура в этом районе была в значительной степени разрушена . Контроль Шахджи над этой областью был очень слабым, но он поддерживал армию в 2-10 тысяч человек и оказывал услуги войскам Ахмаднагара, бежавшим из своего государства после завоевания Моголов.
Тем временем в Даулатабаде моголы заключили в тюрьму номинального султана Ахмаднагара. Шахджи назначил 10-летнего Муртазу из ахамаднагарской правящей семьи титулованным марионеточным правителем (1633—1636) и назначил себя главным министром. В течение года армия Шахджи захватила Джуннар и большую часть северного региона Конкан. Шахджи жил в Джуннаре и собрал армию, которая на пике своего расцвета насчитывала 12 000 солдат. Сила его армии постоянно менялась из-за меняющейся лояльности различных подчиненных вождей, включая Гатге, Кейт, Гайквад, Канк, Чаван, Мохите, Махадик, Пандхре, Вагх и Горпаде. Он основал свою столицу в Шахабаде и получил контроль над несколькими крупными фортами. Бюллетень браминов Биджапура утверждает, что контролируемая им область, не включая его джагир Пуны и Индапура, принесла доход в 7,5 миллионов рупий. Эта оценка была основана на потенциале вместо фактического дохода: район был опустошен войной и голодом, и фактический собранный доход, вероятно, был намного меньше. Воюющие армии уничтожили несколько деревень в этом районе, чтобы лишить своих врагов дохода, и большинство оставшихся деревень приносили доход только тогда, когда были вынуждены это сделать. Согласно информационному бюллетеню, его силы включали 3-тысячную кавалерию плюс дополнительный 2-тысячный контингент из Биджапура.
К 1634 году Шахджи начал совершать набеги на территорию близ контролируемого Моголами Даултабада, что побудило моголов начать крупную кампанию против него. В последовавшей битве при Паренде (1634), в которой маратхские солдаты сражались с обеих сторон, моголы разгромили армию Биджапура во главе с Шахджи. В начале 1635 года армия Великих Моголов вынудила Шахджи отступить из района Даулатабада, захватив его обоз снабжения и 3 тысячи его солдат. Впоследствии император Великих Моголов Шах-Джахан лично прибыл в Декан с большой армией, вынудив Шахджи покинуть Северную Махараштру. Шахджи потерял контроль над несколькими городами, включая Джунар и Нашик, и отступил в Конкан.
Биджапур имел две политические фракции: первая, включая Шахджи, выступала за сопротивление могольскому влиянию в Декане; вторая выступала за установление мира с моголами, признав их контроль над частями бывшей территории Ахмаднагара. В 1636 году вторая фракция стала более могущественной, и был подписан мирный договор между Биджапуром и империей Великих Моголов. В рамках этого договора Биджапур согласился помочь моголам подчинить Шахаджи или отослать его подальше от границы Великих Моголов, если он решит служить Биджапуру. Затем моголы осадили форт Махули, где проживали Шахджи и Муртаза, претендент на ахмаднагарский трон. В октябре 1636 года Шахджи сдал Махули и Джуннар Моголам и вернулся на службу в Биджапур. В результате моголы теперь контролировали большую часть современной Махараштры, включая Пуну и Индапур.

## В Бангалоре
Шахджи было разрешено сохранить свой джагир в регионе Пуна, но ему было запрещено жить в этом районе в рамках договора между Моголами и Биджапуром. Поэтому джагир был поставлен под номинальное управление его несовершеннолетнего сына Шиваджи, а его подчиненный Дадоджи Кондадев (ум. 1647) стал его управляющим. Шахджи был переведен в южную часть Биджапурского султаната. Последние 20 лет своей жизни Шахджи провел на юге, где Биджапурский и Голкондский султанаты пытались захватить территории приходящей в упадок империи Виджаянагара.
Установив мир с Моголами на севере, правительство Биджапура направило свои войска к его южной границе. Армия во главе с генералом Рустамом-и-Заманом Ранадуллой-ханом вторглась в Майсур, и Шахджи служил подчиненным командующим в этой армии. Каждый сезон кампании в течение 1637—1640 годов войска Биджапура пересекали реки Кришна и Тунгабхадра и входили в Майсур. Силы Биджапура разгромили нескольких наяков, местных вождей, которые управляли этим районом после упадка империи Виджаянагара. В декабре 1638 года силы Биджапура захватили Бангалор, губернатором которого был назначен Шахджи. Шахджи также получил в свое распоряжение районы Колар, Хоскоте, Доддабаллапура и Сира от Ранадуллы-хана по согласованию с правителем Биджапура Мухаммедом Адил-шахом. Шахджи выбрал Бангалор в качестве своей штаб-квартиры из-за его надежной крепости и хорошего климата. Шахджи не смог удержать контроль над всей этой территорией после ухода основной армии Биджапура. Однако с каждым годом экспедиции биджапурской армии приводили все больше территорий под контроль Шахджи.
Правитель Биджапура практически не контролировал регион Бангалор, и Шахджи правил этим районом почти независимо. Правитель Биджапура доверял ему и назвал его столпом государства в письме. Однако в 1639 году Шахджи, по-видимому, был вовлечен в конфликт против правительства Биджапура. Записи показывают, что правитель Биджапура Мухаммад Адил-шах приказал Дешмуху Лакшмешвары поддержать командира Сиди Муфлаха в аресте «родственников, иждивенцев, слуг и лошадей» Шахджи. Однако никаких дополнительных подробностей об этом эпизоде нет.
Отношения Шахджи с правителем Биджапура улучшились в последующие годы, и в 1641 году он поддержал правительство Биджапура в подавлении восстания индуистских вождей. Он был частью армии во главе с биджапурским генералом Афзал-ханом, который захватил форт Басавапатна у Кенг Наяка. Во время этой кампании армия Биджапура захватила несколько других фортов, включая Веллор. В письме из Биджапура, датированном 30 января 1642 года, высоко ценятся заслуги Шахджи в регионе Карнатака.
Мало что известно о деятельности Шахджи в 1642—1645 годах: он, вероятно, в основном оставался в своем джагире в Бангалоре или, возможно, участвовал в захвате Биджапуром форта Иккери в 1644 году. Между 1642 и 1644 годами жена Шахджи Джиджабай и его сын Шиваджи посетили его в Бангалоре . В этот период Шахджи организовал брак Шиваджи с Сайбаем из семьи Нимбалкар и провел грандиозную свадебную церемонию в Бангалоре. Он также представил всю свою семью, включая двух своих сыновей от второй жены при дворе Биджапура. Вскоре после этого Джиджабай и Шиваджи вернулись в Пуну. Старший сын Шахджи Шамбуджи (также называемый Самбхаджи) (1623—1654) и другой сын Венкоджи (1632—1686) от его другой жены Тукабай остались с ним в Бангалоре.
Шахджи украсил Бангалор, сдав в эксплуатацию несколько садов, а также построил дворец под названием Гаури Махал, который, согласно популярной традиции, находился в современном расширении Басаванагуди. Кроме того, он также останавливался в Коларе и Доддабаллапуре и проводил лето в Нанди.
Шахджи назначил нескольких брахманов из региона Пуна в администрацию Бангалора. Тем временем Дадоджи Кондадев возродил систему доходов в Пуне и перечислил излишки доходов в казну Шахджи в Бангалоре.

## Последние дни
На фоне роста мусульманской ортодоксии в Биджапуре отношения индуса Шахджи с правительством Биджапура продолжали меняться. В 1644 году правительство Биджапура объявило его мятежником и послало войска, чтобы подчинить его агента Дадоджи Кондадева. В августе 1644 года правительство просит Каноджи Наяка Джедхе, дешмуха Бхора, близ Пуны, помочь представителям правительства победить Дадоджи Кондадева, который проводил кампанию в районе Конданы. Правительство также поручило другому Дешмуху — Хопде — захватить имения Шахджи, но эти приказы, по-видимому, были отозваны до их выполнения. Аналогичная ситуация возникла в 1646 году.
В 1648 году, во время биджапурской кампании в поддержку восстания наяков против короля Виджаянагары Шриранги III (1642—1652), Шахджи был арестован за действия против интересов Биджапура. Войска Биджапура и Голконды осадили форт Джинджи. Шахджи начал действовать независимо от командующего Биджапура Мустафы Хана и начал переговоры с наяками Джинджи, Мадурая и Тиручирапалли. Он даже искал службу в правительстве Голконды. Шахджи был доставлен в столицу Биджапура в цепях и вынужден сдать форты Кондана и Бангалор. Согласно текстам, написанным под патронажем маратхов, таким как Шива-Бхарат, Шахджи был арестован из-за восстания его сына Шиваджи, но записи Биджапура не подтверждают это утверждение. Как бы то ни было, Шахджи был помилован в течение года.
О жизни Шахаджи с 1648 по 1660 год известно немного. Он, кажется, переехал из Бангалора, где находился его сын Экоджи. Сам Шахджи находился в Канакагири, а его сын Самбхаджи был убит во время восстания вождя (раджи) Канакагири в 1654 году. В этот период Шахджи участвовал в войне Биджапура против Голконды.
Тем временем сын Шахджи Шиваджи, который управлял его джагиром в регионе Пуна, начал действовать независимо от правительства Биджапура и начал захватывать территории вассалов Биджапура вокруг Пуны. Шиваджи утверждал, что был слугой правительства Биджапура, и оправдывал свои действия, утверждая, что он управлял этими территориями лучше, чем свергнутые правители. Однако правитель Биджапура усомнился в его лояльности, и Шахджи дистанцировался от действий своего сына. Письмо из Биджапура, датированное 26 мая 1658 года, возвращает Шахджи контроль над его бывшим джагиром Бангалор и заверяет его, что он не будет наказан за восстание своего сына. Некоторые авторы предполагают, что Шахджи и Шиваджи сотрудничали, чтобы создать независимое государство, но современные источники не поддерживают эту теорию. Большинство историков считают, что Шахджи не поддержал восстание своего сына. В 1659 году правительство Биджапура направило против Шиваджи 12-тысячную армию во главе с Афзал-ханом, но Шиваджи одержал победу в этом конфликте. Между 1659 и 1662 годами Шахджи отправился в Пуну в качестве посредника между Шиваджи и Биджапуром, встретив своего сына впервые за 12 лет. Это была также последняя встреча Шахджи с Шиваджи, так как Шахаджи умер в начале 1664 года в результате несчастного случая на охоте.